# Monticello, Florida
Monticello är administrativ huvudort i Jefferson County i den amerikanska delstaten Florida. Orten har fått sitt namn efter Thomas Jeffersons herrgård Monticello. Countyt grundades 1827 och Robison's Post Office utsågs till huvudort. Ortnamnet ändrades sedan till Monticello.